# Brachylomia chretieni
Brachylomia chretieni är en fjärilsart som beskrevs av Roth 1914. Brachylomia chretieni ingår i släktet Brachylomia och familjen nattflyn. Inga underarter finns listade i Catalogue of Life.